# Weiß Schwarz
Weiß Schwarz (ヴァイスシュヴァルツ Vaisu Shuvarutsu) là một trò chơi thẻ bài giao đấu (TCG) Nhật Bản do Bushiroad tạo ra. Trò chơi được chia thành mặt-Weiß và mặt-Schwarz. Weiß và Schwarz nghĩa là màu trắng và đen trong tiếng Đức. Theo nguyên tắc chung, các loạt thẻ dưới nhãn Weiß thường có thuộc tính tốt hơn khi so sánh với những thẻ Schwarz. Tuy nhiên, với hàng loạt phiên bản mới được bù đắp qua lại, không có nhiều sự khác biệt giữa hai loại thẻ. Weiß Schwarz chủ yếu có thiết kế thẻ dựa trên những anime và bishōjo game nổi tiếng, theo thỏa thuận với phía đối tác sở hữu bản quyền những tác phẩm này.

## Các tác phẩm tham gia

### Tác phẩm chính

#### Weiß Side
- Angel Beats! & Kud Wafter
- Angel Beats! Re:Edit
- D.C. & D.C. II
- D.C. & D.C. II Plus Communication
- D.C. III
- D.C. 10th Anniversary Mix
- Day Break Illusion - il sole penetra le illusioni
- Index & Railgun
- Index II & Railgun
- Little Busters!
- Little Busters! Anime
- Little Busters! Ecstasy
- Love Live!
- Love Live! School Idol Festival
- Lucky Star
- Mahō Shōjo Lyrical Nanoha A's
- Mahō Shōjo Lyrical Nanoha The MOVIE 2nd A's
- Nanoha StrikerS
- Nisekoi
- Phantom ~Requiem for the Phantom~
- Puella Magi Madoka Magica
- Rewrite
- Rewrite Harvest festa!
- Robotics;Notes
- Senki Zesshō Symphogear
- Senki Zesshō Symphogear G
- Shakugan no Shana
- Suzumiya Haruhi no Yūutsu
- Toaru Kagaku no Railgun S
- Vividred Operation
- Zero no Tsukaima
- Zero no Tsukaima F

#### Schwarz Side
- Accel World
- Bakemonogatari
- Crayon Shinchan
- Disgaea
- Fairy Tail
- Fate/stay night
- Fate/Zero
- Gargantia on the Verdurous Planet
- Guilty Crown
- Hatsune Miku: Project DIVA F
- Hatsune Miku: Project DIVA F 2nd
- Kantai Collection
- Kill la Kill
- Log Horizon
- Macross Frontier
- Melty Blood
- Nisemonogatari
- Persona 3
- Persona 4
- Rebuild of Evangelion
- Sengoku Basara
- Shining Force EXA
- Sword Art Online
- Tantei Opera Milky Holmes
- Tantei Opera Milky Holmes: Change of dress
- The Idolmaster
- The Idolmaster 2
- The Idolmaster Anime
- The King of Fighters

### Gói bổ sung

#### Weiß Side
- Angel Beats!
- Angel Beats! Volume 2
- CLANNAD Volume 1
- CLANNAD Volume 2
- CLANNAD Volume 3
- D.C. & D.C. II
- D.C. & D.C. II Plus Communication
- D.C. II Plus Communication
- D.C. III Anime
- Dog Days
- Dog Days'
- Little Busters! Ecstasy
- Little Busters! Refrain
- Love Live!
- Mahō Shōjo Lyrical Nanoha The MOVIE 1st
- Nichijou
- Shakugan no Shana III -FINAL-
- Sora Kake Girl/My-HiME & My-Otome
- Sora Kake Girl/My-HiME & My-Otome Volume 2
- Suzumiya Haruhi no Yūutsu

#### Schwarz Side
- Black Rock Shooter
- CANAAN
- Devil Survivor 2: The Animation
- Disgaea 4
- Disgaea D2
- Fairy Tail
- Fate/hollow ataraxia
- Fate/kaleid liner Prisma Illya
- Fate/Zero
- Katanagatari
- Psycho-Pass
- Milky Holmes: Genius 4 Counterattack
- Milky Holmes: The Empire Strikes Back
- Persona 4
- Persona 4: The Ultimate in Mayonaka Arena
- Persona 4: The Animation
- Sengoku Basara II
- Sword Art Online Volume 2
- The Idolmaster Dearly Stars
- Wooser's Hand-to-Mouth Life

### Tác phẩm sắp tới
- D.C. Four Seasons
- Little Busters! Card Mission
- Persona Q: Shadow of the Labyrinth